# Marvin Kirchhöfer
Marvin Kirchhöfer (Lipcse, 1994. március 19.–) német autóversenyző, 2016-ban a GP2-ben versenyzett a Carlin pilótájaként.

## Pályafutása
Pályafutása kezdetén 12 éven keresztül, 1999 és 2011 között gokartozott.

### 2012
A 2012-es évre fellépett az ADAC Formel Masters szériába. 2008 után ő lett az első versenyző, aki debütáló évében megnyerte a bajnokságot. 9 győzelmet szerzett, továbbá 16-szor állt a dobogón, így nagy csatában győzte le Gustav Malját.

### 2013
A következő évre egy kategóriával feljebb került és már a Német Formula–3-as bajnokságban szerepelt. Az évben domináns teljesítményt mutatott, a 26 versenyből 25-ször állhatott a dobogóra, ebből 13-szor a legfelső fokára. Összesen 511 pontot szerzett, majdnem 150 ponttal többet, mint a 2. helyen végzett csapattársa, Artyom Markelov. Innen a GP3-ba szerződött.

### Debütálás a GP3-ban: 2014
Az évre ülést talált magának a többszörös bajnok ART Grand Prix pilótájaként. Kirchhöfer a szezon során hétszer állt a dobogóra, valamint egy győzelmet is szerzett, méghozzá a hazai versenyén. A bajnokságban 3. helyen végzett Alex Lynn és Dean Stoneman mögött, csupán két ponttal elmaradva a 2. helytől.

### 2015
2015-re maradt a bajnokságban és a csapatban. Sokkal kiegyensúlyozottabb teljesítményt mutatott, nyolcszor állt dobogóra és öt győzelmet szerzett. Ismét a bajnokság harmadik 3. végzett Emil Bernstorff előtt.

### Gyenge szezon a GP2-ben: 2016
2016 márciusában bejelentették, hogy ő lesz a Carlin egyik pilótája a bajnokságban. Az első, spanyolországi hétvégén nem tudott pontokat szerezni, viszont a második, monacói fordulóban a főversenyen 7. lett, ami a sprintfutamra egy 2. rajthelyet jelentett a számára, amelyet a kockás zászlóig őrzött. Ezt követően már csak ritkán végzett ilyen előkelő pozícióban, jobbára a középmezőnyben szerepelt. Az szezonzáró előtt csapata bejelentette, hogy Louis Delétraz fogja átvenni a helyét Abu-dzabira.

### GT versenyzés: 2017–
2017-re a hazájában futó ADAC GT Mastersbe szerződött egy Mercedeses csapathoz. 2020 elején a Bathursti 12 órás verseny időmérőedzésén saját beszámolója alapján karrierje legsúlyosabb balesetét élte át, amikor kicsúszott és nagy sebességgel korlátnak csapódott. Ő nem sérült meg viszont az Aston Martin súlyos károkat szenvedett, amelynek következtében a csapat nem tudta időben helyre hozni, így Luca Ghiottóval és Oliver Caldwellel együtt nem tudott rajthoz állni a versenyen.

## Eredményei

### Karrier összefoglaló
| Szezon | Bajnokság                     | Csapat                           | Verseny | Győzelem | Pole | Leggyorsabb kör | Dobogós helyezés | Pont | Helyezés |
| ------ | ----------------------------- | -------------------------------- | ------- | -------- | ---- | --------------- | ---------------- | ---- | -------- |
| 2012   | ADAC Formel Masters           | Lotus                            | 23      | 9        | 7    | 8               | 16               | 329  | 1.       |
| 2013   | Német Formula–3-as bajnokság  | Lotus                            | 26      | 13       | 13   | 17              | 25               | 511  | 1.       |
| 2014   | GP3                           | ART Grand Prix                   | 16      | 1        | 2    | 4               | 7                | 161  | 3.       |
| 2015   | GP3                           | ART Grand Prix                   | 18      | 5        | 1    | 1               | 8                | 200  | 3.       |
| 2016   | GP2                           | Carlin                           | 20      | 0        | 0    | 0               | 1                | 21   | 17.      |
| 2017   | ADAC GT Masters               | Mercedes-AMG Team HTP Motorsport | 13      | 0        | 0    | 0               | 2                | 60   | 15.      |
| 2017   | Blancpain GT Endurance kupa   | Black Falcon                     | 2       | 0        | 0    | 0               | 0                | 0    | HN       |
| 2017   | Intercontinental GT Challenge | Mercedes-AMG                     | 1       | 0        | 0    | 0               | 0                | 0    | HN       |
| 2018   | ADAC GT Masters               | Callaway Competition             | 14      | 3        | 2    | 2               | 5                | 123  | 3.       |
| 2018   | Blancpain GT Endurance kupa   | R-Motorsport                     | 5       | 0        | 1    | 0               | 0                | 13   | 32.      |
| 2019   | ADAC GT Masters               | Callaway Competition             | 12      | 3        | 1    | 2               | 3                | 105  | 8.       |
| 2019   | Blancpain GT Európa           | R-Motorsport                     | 10      | 1        | 0    | 1               | 1                | 39,5 | 8.       |
| 2019   | Blancpain GT Endurance kupa   | R-Motorsport                     | 4       | 0        | 0    | 1               | 1                | 38   | 6.       |
| 2020   | Intercontinental GT Challenge | Aston Martin                     | 0       | 0        | 0    | 0               | 0                | 0*   | —*       |

* A szezon jelenleg is zajlik.

### Teljes GP3-as eredménylistája
(Táblázat értelmezése)

(Félkövér: pole-pozícióból indult; dőlt: leggyorsabb kört futott) 

| Év   | Csapat         | 1         | 2         | 3         | 4          | 5         | 6         | 7         | 8          | 9          | 10         | 11         | 12         | 13        | 14        | 15        | 16        | 17        | 18         | Helyezés | Pont |
| ---- | -------------- | --------- | --------- | --------- | ---------- | --------- | --------- | --------- | ---------- | ---------- | ---------- | ---------- | ---------- | --------- | --------- | --------- | --------- | --------- | ---------- | -------- | ---- |
| 2014 | ART Grand Prix | ESP FEA 5 | ESP SPR 5 | AUT FEA 5 | AUT SPR Ni | GBR FEA 3 | GBR SPR 4 | GER FEA 1 | GER SPR Ki | HUN FEA 11 | HUN SPR 9  | BEL FEA Ni | BEL SPR 17 | ITA FEA 3 | ITA SPR 3 | RUS FEA 2 | RUS SPR 3 | UAE FEA 2 | UAE SPR 11 | 3.       | 161  |
| 2015 | ART Grand Prix | ESP FEA 5 | ESP SPR 1 | AUT FEA 6 | AUT SPR 2  | GBR FEA 1 | GBR SPR 8 | HUN FEA 3 | HUN SPR 5  | BEL FEA 3  | BEL SPR Ki | ITA FEA 4  | ITA SPR 1  | RUS FEA 9 | RUS SPR 7 | BHR FEA 1 | BHR SPR 6 | UAE FEA 1 | UAE SPR 7  | 3.       | 200  |

### Teljes GP2-es eredménylistája
(Táblázat értelmezése)

(Félkövér: pole-pozícióból indult; dőlt: leggyorsabb kört futott) 

| Év   | Csapat | 1          | 2          | 3         | 4         | 5          | 6          | 7          | 8          | 9          | 10        | 11         | 12         | 13         | 14         | 15         | 16         | 17         | 18        | 19         | 20         | 21      | 22      | Helyezés | Pont |
| ---- | ------ | ---------- | ---------- | --------- | --------- | ---------- | ---------- | ---------- | ---------- | ---------- | --------- | ---------- | ---------- | ---------- | ---------- | ---------- | ---------- | ---------- | --------- | ---------- | ---------- | ------- | ------- | -------- | ---- |
| 2016 | Carlin | ESP FEA 15 | ESP SPR 15 | MON FEA 7 | MON SPR 2 | EUR FEA Ki | EUR SPR 10 | AUT FEA Ki | AUT SPR 19 | GBR FEA 12 | GBR SPR 8 | HUN FEA 14 | HUN SPR 13 | GER FEA 10 | GER SPR 14 | BEL FEA Ki | BEL SPR 14 | ITA FEA 18 | ITA SPR 8 | MAL FEA 15 | MAL SPR 11 | UAE FEA | UAE SPR | 17.      | 21   |

### Teljes Blancpain GT Európa eredménylistája
| Év   | Csapat       | Osztály | 1       | 2       | 3       | 4        | 5       | 6        | 7       | 8       | 9        | 10       | Helyezés | Pont |
| ---- | ------------ | ------- | ------- | ------- | ------- | -------- | ------- | -------- | ------- | ------- | -------- | -------- | -------- | ---- |
| 2019 | R-Motorsport | Pro     | BRH 1 7 | BRH 2 5 | MIS 1 4 | MIS 2 13 | ZAN 1 7 | ZAN 2 18 | NÜR 1 7 | NÜR 2 1 | HUN 1 10 | HUN 2 19 | 8.       | 39,5 |

* A szezon jelenleg is zajlik.